# Сьюэлл, Руфус
Ру́фус Фре́дерик Сью́элл (англ. Rufus Frederik Sewell; род. 29 октября 1967, Туикенем, Англия) — британский актёр театра, кино и телевидения.

## Биография
Руфус Сьюэлл родился 29 октября 1967 года в Туикенеме, графство Мидлсекс, Англия.
Его отцом был довольно известный художник-аниматор, создатель рисованных клипов для Beatles («Lucy In the Sky With Diamonds» и «Yellow Submarine»). Одним из его предков по линии отца был известный грабитель, за что его в XIX веке депортировали из Англии в Австралию. Вскоре после рождения ребёнка, родители Руфуса решили переехать в Ричмонд, где отец бросил семью и ушёл от матери, оставив их без средств к существованию.
Матери пришлось работать сразу в нескольких местах и у неё просто не было времени на воспитание Руфуса и его старшего брата Каспара, которые в отсутствие надзора стали курить, пить и слушать тяжелую музыку. Когда Руфусу было 10, его отец скоропостижно умер. Это стало тяжелым ударом для мальчика: он перестал посещать школу и ночевать дома, как-то даже провел ночь в полицейском участке. В это время Руфус начал зарабатывать свои первые собственные деньги, играя на ударных в разных группах.
К своим 19 годам Руфус Сьюэлл понял, что пришло время кардинально изменить свою жизнь к лучшему и получить профессию. Он сумел поступить в Лондонскую школу речи и драмы и продержался там целых три года, параллельно подрабатывая мусорщиком, смотрителем в музее и плотником.

## Карьера
После выпуска Сьюэлл подписал первый профессиональный контракт с агентом. Это произошло с подачи Джуди Денч, которая заметила молодого актёра, когда ставила спектакль в его актёрской школе. Но настоящий прорыв в карьере Сьюэлла случился в 1993 году, когда он получил главную роль в провокационном фильме Майкла Уиннера «Грязный уикенд». В этом же году состоялся его дебют на лондонской сцене в пьесе «Making it better», который принес ему премию Сообщества театральных критиков Лондона в номинации «Лучший новичок». В 1994 году Сьюэлл сыграл роль Уилла Ладислава в экранизации романа Джордж Элиот «Миддлмарч». Также в 1993 году Сьюэлл получает главную роль Септимуса Ходжа в оригинальном составе пьесы Тома Стоппарда «Аркадия». За эту роль Сьюэлл был номинировал на премию Лоренса Оливье.
Такое удачное начало актёрской карьеры дало возможность Сьюеллу появиться на американских подмостках в бродвейском спектакле «Translations».
За исполнение своей роли в спектакле и за своё актёрское мастерство Руфус получил награду «Broadway’s Theatre World Award» (награда Бродвейского театра). Наряду со своей основной работой в театре, актёр начал появляться в небольших ролях в теле- и кинофильмах.
Первой его работой в кино стала роль наркомана в фильме 1991 года «Двадцать один». Большую известность Сьюэлл получает благодаря ролям в телевизионных сериалах. Дальнейшие роли актёра в кино получали хорошие отзывы у зрителей, но сами фильмы, в которых снимается Сьюелл, не имели большого успеха. Это печальное обстоятельство не помешало английскому актёру завоевать любовь и признание американских зрителей.
В 1998 году получил главную роль в фильме «Темный город». В 2000 году актёру удалось сняться вместе с такими звездами, как Ким Бейсингер и Кристина Риччи в фильме «Спаси и сохрани». В 2001 году появился в фильме «История рыцаря».
В 2006 году был номинирован на премию BAFTA TV Award в категории «Лучший актёр» за фильм «Шекспир на новый лад». В 2010 году снялся в небольшой роли в фильме «Турист», вместе с Анджелиной Джоли и Джонни Деппом. В том же году снялся в главной роли в мини-сериале «Столпы Земли». В 2012 году сыграл в фильме «Президент Линкольн: Охотник на вампиров» в роли главного злодея, вампира Адама. В 2014 году снялся в фильме «Геракл» вместе с Дуэйном Джонсоном. В 2015 году озвучил сэра Клода в мультфильме «Невероятный Блинки Билл». С 2015 по 2019 год снимался в телесериале «Человек в высоком замке» в роли Джона Смита. С 2016 по 2017 год он исполнял роль лорда Мельбурна в телесериале «Виктория».
На театральной сцене он больше всего известен по спектаклям Тома Стоппарда. В настоящее время, помимо работы в кино, Сьюелл играет на сцене Лондонского Королевского театра.

## Личная жизнь
С 1999 по 2000 год был женат на Ясмин Абдалла. 18 марта 2002 года у Руфуса от Эми Гарднер родился сын Уильям Дуглас Сьюэлл. Руфус и Эми поженились в феврале 2004 года, а в 2006 году пара подала на развод. У него также есть дочь Лола, которая родилась в 2013 году в отношениях с Эми Комаи.

## Избранная фильмография
| Год       |     | Русское название                        | Оригинальное название                    | Роль                                         |
| --------- | --- | --------------------------------------- | ---------------------------------------- | -------------------------------------------- |
| 1991      | ф   | Двадцать один год                       | Twenty-One                               | Бобби                                        |
| 1992—1994 | с   | Сцена вторая                            | Screen Two                               | Майк Костейн/Клайв                           |
| 1993      | ф   | Грязный уикэнд                          | Dirty Weekend                            | Тим                                          |
| 1994      | с   | Ветер перемен                           | Middlemarch                              | Уилл Ладислав                                |
| 1994      | тф  | Гражданин Локк                          | Citizen Locke                            | курсант Кларк                                |
| 1994      | ф   | Любовь без имени                        | A Man of No Importance                   | Робби Фэй                                    |
| 1994      | тф  | Ночью с женщиной, а днём с Чарли        | A Night with a Woman, a Day with Charlie | Чарли                                        |
| 1995      | тф  | Неуютная ферма                          | Cold Comfort Farm                        | Сет Старкаддер                               |
| 1995      | ф   | Каррингтон                              | Carrington                               | Марк Гертлер                                 |
| 1995      | ф   | Победа                                  | Victory                                  | Мартин Рикардо                               |
| 1995      | с   | Представление                           | Performance                              | Гарри Перси (в эпизоде Henry IV, Part 1)     |
| 1996      | ф   | Гамлет                                  | Hamlet                                   | Фортинбрас                                   |
| 1997      | ф   | В краю лесов                            | The Woodlanders                          | Жиль Уинтербурн                              |
| 1998      | ф   | Честная куртизанка                      | Dangerous Beauty                         | Марко Веньер                                 |
| 1998      | ф   | Тёмный город                            | Dark City                                | Джон Мёрдок                                  |
| 1998      | ф   | Кое-что о Марте                         | Martha, Meet Frank, Daniel and Laurence  | Фрэнк                                        |
| 1998      | ф   | Иллюмината                              | Illuminata                               | Доминик                                      |
| 1998      | ф   | Поместье                                | At Sachem Farm                           | Росс                                         |
| 1999      | ф   | Путешествие на край света               | In a Savage Land                         | Мик Карпентер                                |
| 2000      | с   | Арабские приключения                    | Arabian Nights                           | Али Баба                                     |
| 2000      | ф   | Спаси и сохрани                         | Bless the Child                          | Эрик Старк                                   |
| 2001      | ф   | История рыцаря                          | A Knight's Tale                          | граф Адемар                                  |
| 2001      | тф  | Ужас из бездны                          | Mermaid Chronicles Part 1: She Creature  | Энгус                                        |
| 2002      | ф   | Экстремалы                              | Extreme Ops                              | Иэн                                          |
| 2003      | тф  | Елена Троянская                         | Helen of Troy                            | Агамемнон                                    |
| 2003      | с   | Последний король                        | Charles II: The Power & the Passion      | Карл II                                      |
| 2004      | ф   | Вкус                                    | Taste                                    | Майкл Кулман                                 |
| 2005      | ф   | Легенда Зорро                           | The Legend of Zorro                      | Арманд                                       |
| 2005      | с   | Шекспир на новый лад                    | ShakespeaRe-Told                         | Петруччо (в эпизоде The Taming of The Shrew) |
| 2006      | ф   | Тристан и Изольда                       | Tristan + Isolde                         | король Марк                                  |
| 2006      | ф   | Иллюзионист                             | The Illusionist                          | кронпринц Леопольд                           |
| 2006      | ф   | Париж, я люблю тебя                     | Paris, je t'aime                         | Уильям (в эпизоде Père-Lachaise)             |
| 2006      | ф   | Удивительная лёгкость                   | Amazing Grace                            | Томас Кларксон                               |
| 2006      | ф   | Отпуск по обмену                        | The Holiday                              | Джаспер                                      |
| 2008      | ф   | Скачивая Нэнси                          | Downloading Nancy                        | Альберт                                      |
| 2008      | с   | Джон Адамс                              | John Adams                               | Александр Гамильтон                          |
| 2008      | ф   | Душа                                    | Vinyan                                   | Пол Беллмер                                  |
| 2008—2009 | с   | В последний миг                         | Eleventh Hour                            | доктор Джейкоб Худ                           |
| 2010      | с   | Столпы Земли                            | The Pillars of the Earth                 | Том Строитель                                |
| 2010      | ф   | Турист                                  | The Tourist                              | англичанин                                   |
| 2011      | с   | Дзен                                    | Zen                                      | Аурелио Зен                                  |
| 2012      | ф   | Президент Линкольн: Охотник на вампиров | Abraham Lincoln: Vampire Hunter          | Адам                                         |
| 2012      | с   | Конец парада                            | Parade's End                             | преподобный Дьючмин, муж Эдит                |
| 2012      | с   | Неспокойная                             | Restless                                 | Лукас Ромер                                  |
| 2012      | ф   | Отель «Нуар»                            | Hotel Noir                               | Феликс                                       |
| 2013      | ф   | Все вещи для всех людей                 | All Things to All Men                    | Паркер                                       |
| 2014      | ф   | Геракл                                  | Hercules                                 | Автолик                                      |
| 2014      | ф   | Рука Дьявола                            | The Devil's Hand                         | Джейкоб Браун                                |
| 2015—2019 | с   | Человек в высоком замке                 | The Man in the High Castle               | Джон Смит                                    |
| 2016      | ф   | Боги Египта                             | Gods of Egypt                            | Уршу                                         |
| 2016      | кор | Рост                                    | Rise                                     | полковник Бриггс                             |
| 2016—2017 | с   | Виктория                                | Victoria                                 | лорд Мельбурн                                |
| 2018—2018 | с   | Удивительная миссис Мейзел              | The Marvelous Mrs. Maisel                | Деклан Хауэлл                                |
| 2019      | ф   | Джуди                                   | Judy                                     | Сидни Лафт                                   |
| 2020      | с   | Бледный конь                            | The Pale Horse                           | Марк Истербрук                               |
| 2020      | ф   | Отец                                    | The Father                               | Пол                                          |
| 2021      | ф   | Время                                   | Old                                      | Чарльз                                       |
| 2023      | с   | Калейдоскоп                             | Kaleidoscope                             | Роджер Салас                                 |
| 2023      | с   | Дипломатка                              | The Diplomat                             | Хэл Уолер, бывший посол США                  |
| 2023      | ф   | Идеальные друзья                        | The Trouble with Jessica                 | Ричард                                       |
| 2024      | ф   | Сенсация                                | Scoop                                    | принц Эндрю                                  |